# 341-й важкий бомбардувальний авіаційний полк (Україна)
341-й важкий бомбардувальний авіаполк — військове формування ВПС СРСР та Повітряних сил України.

## Історія

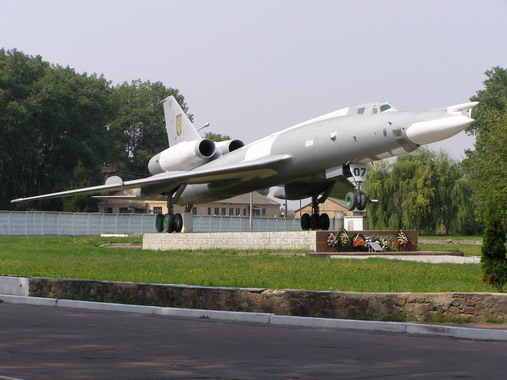
Пам'ятник Ту-22КД (б/н 07), авіабаза Озерне

У жовтні 1988 р. чотири Ту-22ПД з 341 ВБАП, були перебазовані на базу Мари-2, Афганістан для РЕП забезпечення дій бомбардувальників Ту-22М3 з 185-го ВБАП з Полтави. Літаки радіоелектронної боротьби були задіяні у районі пакистанського кордону, для протидії можливим атакам пакистанських F-16 та зенітних ракет. У січні 1989 р., після трьох місяців польтів, вони були замінені чотирма літаками РЕП Ту-22ПД з 203-го ТБАП.
Станом на 1991 рік на озброєнні полку стояли 21 Ту-22К/КП, 8 Ту-22П/КП, 3 Ту-22УД.
У 1992 року особовий склад склав присягу на вірність українському народові.
У липні 1994 у Озерному відбувалися польоти Ту-22УД у зв'язку зі святкуванням 50-річчя 341 ТБАП[джерело?].
У 1995 році на озброєнні залишалось 12 Ту-22КД, 6 Ту-22КП і 3 Ту-22У.
У 1997 році на авіабазі Озерне відбувся останній виліт літаків типу Ту-22.
У 1998–1999 роках літаки перегнали на базу ліквідації на аеродром Ніжин.
До 2001 року ці літаки були утилізовані.

## Оснащення
На озброєнні стояли такі літаки:
- Ту-22КД (близько 30 одиниць) — ракетоносець, носій крилатих ракет Х-22
- Ту-22ПД — літак радіоелектронної боротьби
- Ту-22УД — навчально-тренувальний літак